# Ԙ
Yae o Yæ (Ԙ ԙ; cursiva: Ԙ ԙ) es una letra de la escritura cirílica, una ligadura de Я (Ya) y Е (E); я y е.
Yae se usaba en el antiguo alfabeto de las lenguas mordvínicas, donde representaba la secuencia [ jæ], como la pronunciación de ⟨ya⟩ en “yak”.

## Códigos informáticos
| Carácter      | Ԙ                            | Ԙ                            | ԙ                            | ԙ                            |
| ------------- | ---------------------------- | ---------------------------- | ---------------------------- | ---------------------------- |
| Unicode       | LETRA MAYÚSCULA CIRÍLICA YAE | LETRA MAYÚSCULA CIRÍLICA YAE | LETRA MINÚSCULA CIRÍLICA YAE | LETRA MINÚSCULA CIRÍLICA YAE |
| Codificación  | decimal                      | hex                          | decimal                      | hex                          |
| Unicode       | 1304                         | U+0518                       | 1305                         | U+0519                       |
| UTF-8         | 212 152                      | D4 98                        | 212 153                      | D4 99                        |
| Ref. numérica | &#1304;                      | &#x518;                      | &#1305;                      | &#x519;                      |